# São Valentim
 São Valentim  è un comune del Brasile nello Stato del Rio Grande do Sul, parte della mesoregione del Noroeste Rio-Grandense e della microregione di Erechim.

## Amministrazione

### Gemellaggi
- Santa Giustina (Italia), Italia